# 12769 Кандакуренай
12769 Кандакуренай (12769 Kandakurenai) — астероїд головного поясу, відкритий 18 березня 1994 року.
Тіссеранів параметр щодо Юпітера — 3,601.